# Gingen an der Fils
Gingen an der Fils je obec v Bádensku-Württembersku. Leží mezi městy Stuttgart a Ulm. Stuttgart je vzdálený 55 km, Ulm 38 km.

## Poloha
Gingen leží v údolí řeky Fils, pravého přítoku Neckaru, na úpatí Švábské Alby. Rozprostírá se ve výšce 384 (nádraží) až 701 metrů nad mořem.

## Historie
První písemná zmínka o místě Ginga pochází z roku 915. Archeologické nálezy z mladší doby železné, doby římské a merovejského období však dokládají, že místo bylo osídleno již v pravěku. Pravděpodobně v tom velkou roli hrála poloha úpatí Švábské Alby, kde se údolí řeky Fils rozšiřuje a nabízí dostatek zemědělské půdy. Od roku 1100 Gingen vlastnili páni z Helfensteinu. Později přešlo do vlastnictví svobodného říšského města Ulm. Během třicetileté války bylo Gingen zpustošeno císařskými vojsky, která tudy procházela.

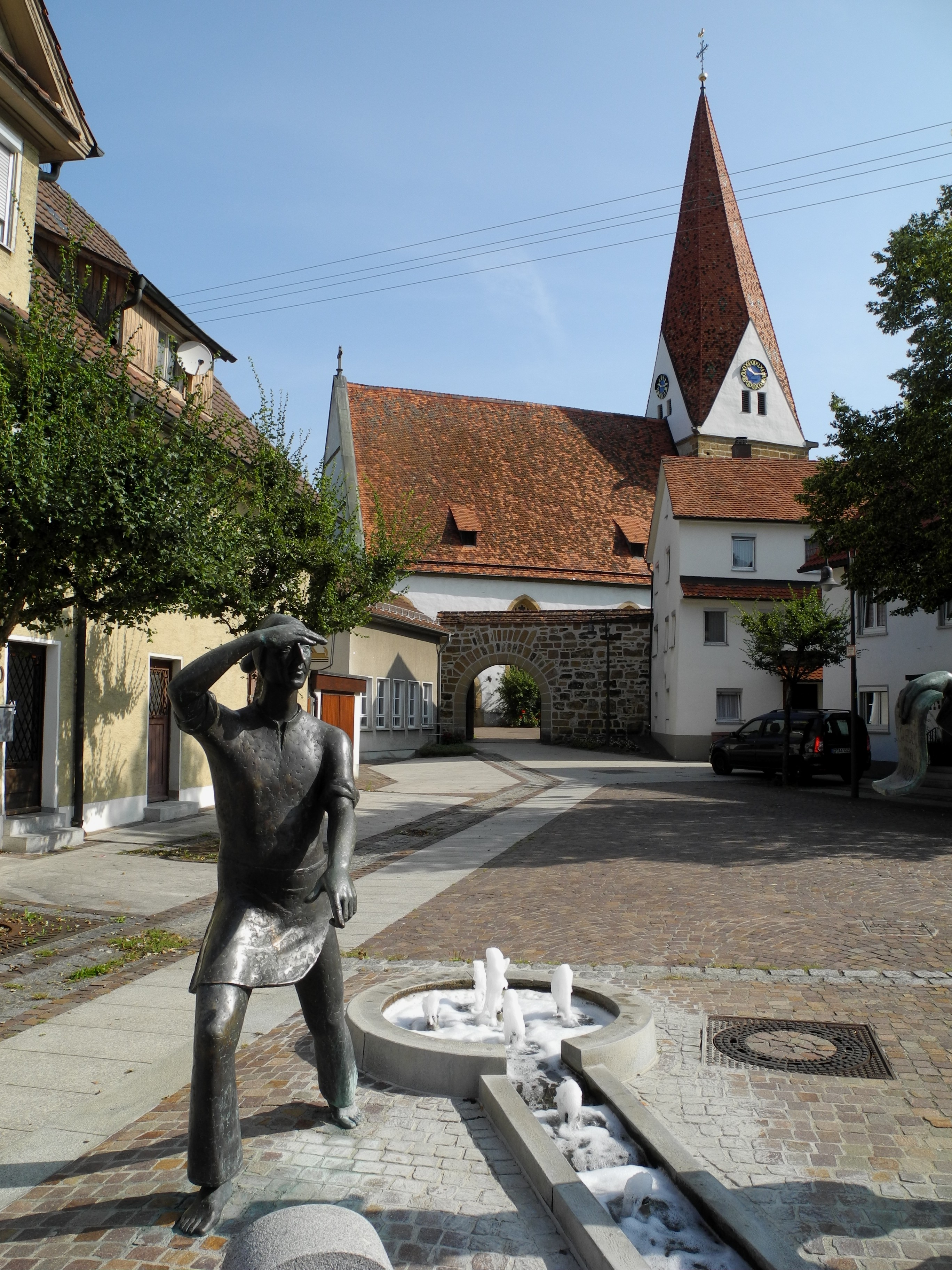
Kostel sv. Jana

Kvůli mediatizaci na základě usnesení říšské deputace z roku 1803 bylo Gingen nejdříve bavorské, již v roce 1810 však v rámci výměny území v důsledku pařížské smlouvy připadlo Württemberskému království.
Po ukončení 2. světové války ztrácelo farmaření postupně význam, protože období "hospodářského zázraku" přineslo mnoho změn v ekonomice a Gingen začalo pomalu ztrácet svůj vesnický charakter. Staré cesty byly postupně vyasfaltovány, byla postavena nová škola a později i tělocvična. V 80. letech se obec rozšířila o nové obytné zóny a vznikly i malé průmyslové čtvrtě, které se stále rozrůstají. Dnes je Gingen poměrně moderní obec, která si i přes modernizaci zachovala svůj vesnický charakter.

### Náboženství
Svobodné říšské město Ulm zahájilo na svém území a tím i v Gingen v roce 1531 reformaci. Od té doby je místo ovlivněno převážně evangelíky. Od roku 1965 se tu nachází také katolický kostel.

### Vývoj počtu obyvatel
Vývoj počtu obyvatel v obci mezi roky 1837 a 2013:
| Datum        | Počet obyvatel |
| ------------ | -------------- |
| 1837         | 1275           |
| 1907         | 1738           |
| 17. 5. 1939  | 2042           |
| 13. 8. 1950  | 3284           |
| 27. 5. 1970  | 4080           |
| 31. 12. 1983 | 4038           |
| 31. 12. 2011 | 4283           |
| 31. 12. 2013 | 4331           |

## Politika

### Znak
Blason: V stříbrném (bílém) štítě, děleném modrým vlnitým břevnem, vpravo červený kostel s jednou věží.
Vlnité břevno představuje řeku Fils, která obcí protéká. Nad ní leží místní kostel.

### Obecní zastupitelstvo
V Gingen obecní zastupitelstvo tvoří 14 volených obecních radních a starosta, který jim předsedá. Komunální volby, které se konaly 25. května 2014, skončily s následujícím výsledkem:

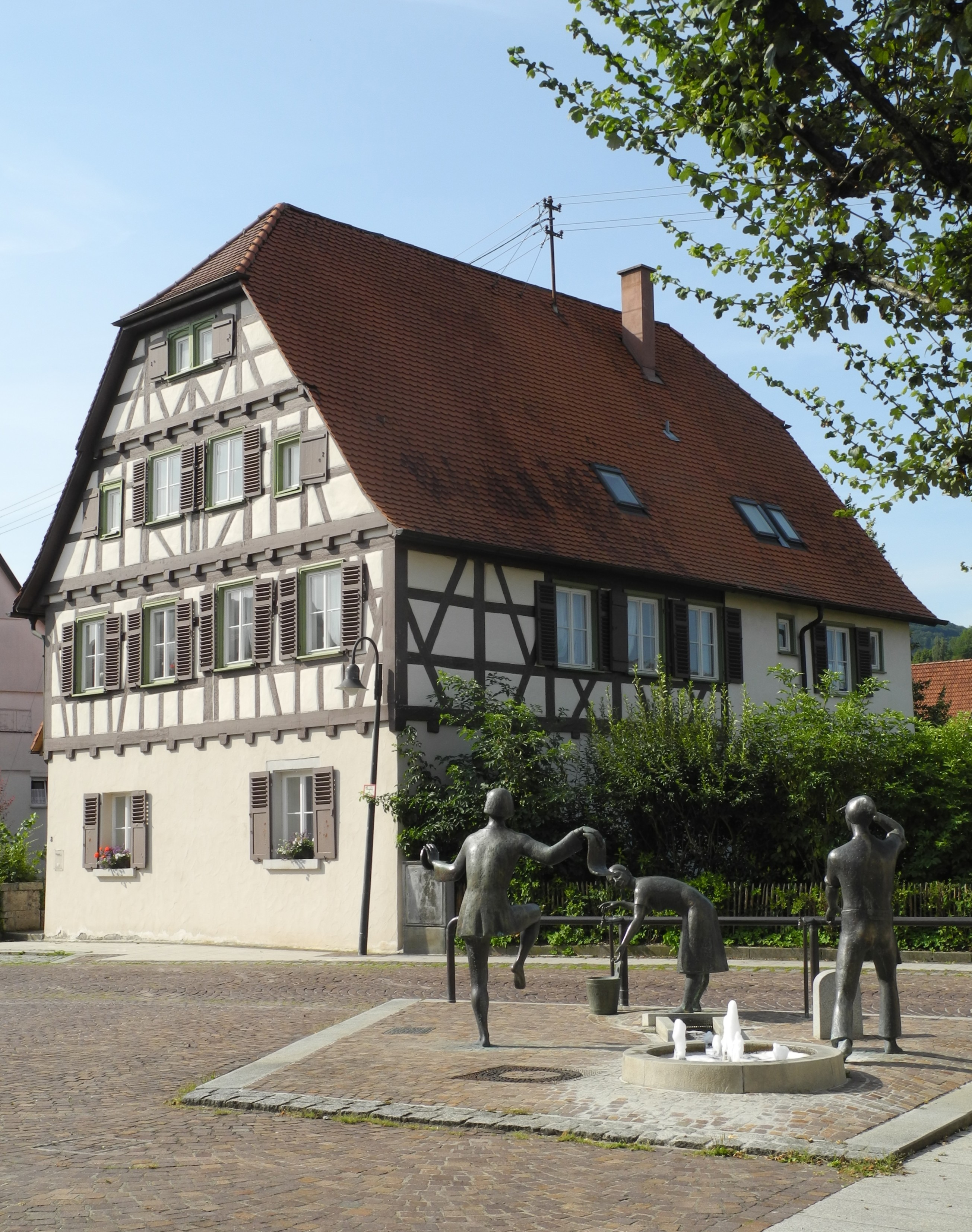
Fara

| Politické strany a hnutí | Politické strany a hnutí                                            | % 2014  | mandáty 2014 | % 2009 | mandáty 2009 |
| UWG-FW                   | Unabhängige Wählergemeinschaft - Freie Wähler (’tzn. nezávislí’)    | 45,39   | 6            | 42,6   | 6            |
| CDU/FWV                  | Christlich Demokratische Union Deutschlands/Freie Wählervereinigung | 33,06   | 5            | 37,5   | 5            |
| SPD                      | Sozialdemokratische Partei Deutschlands                             | 20,07   | 3            | 20,0   | 3            |
| Piraten                  | Piratenpartei Deutschland                                           | 1,49    | 0            | –      | –            |
| celkem                   | celkem                                                              | 100,0   | 14           | 100,0  | 14           |
| volební účast            | volební účast                                                       | 58,44 % | 58,44 %      | 58,9 % | 58,9 %       |

## Kultura a vzdělávání

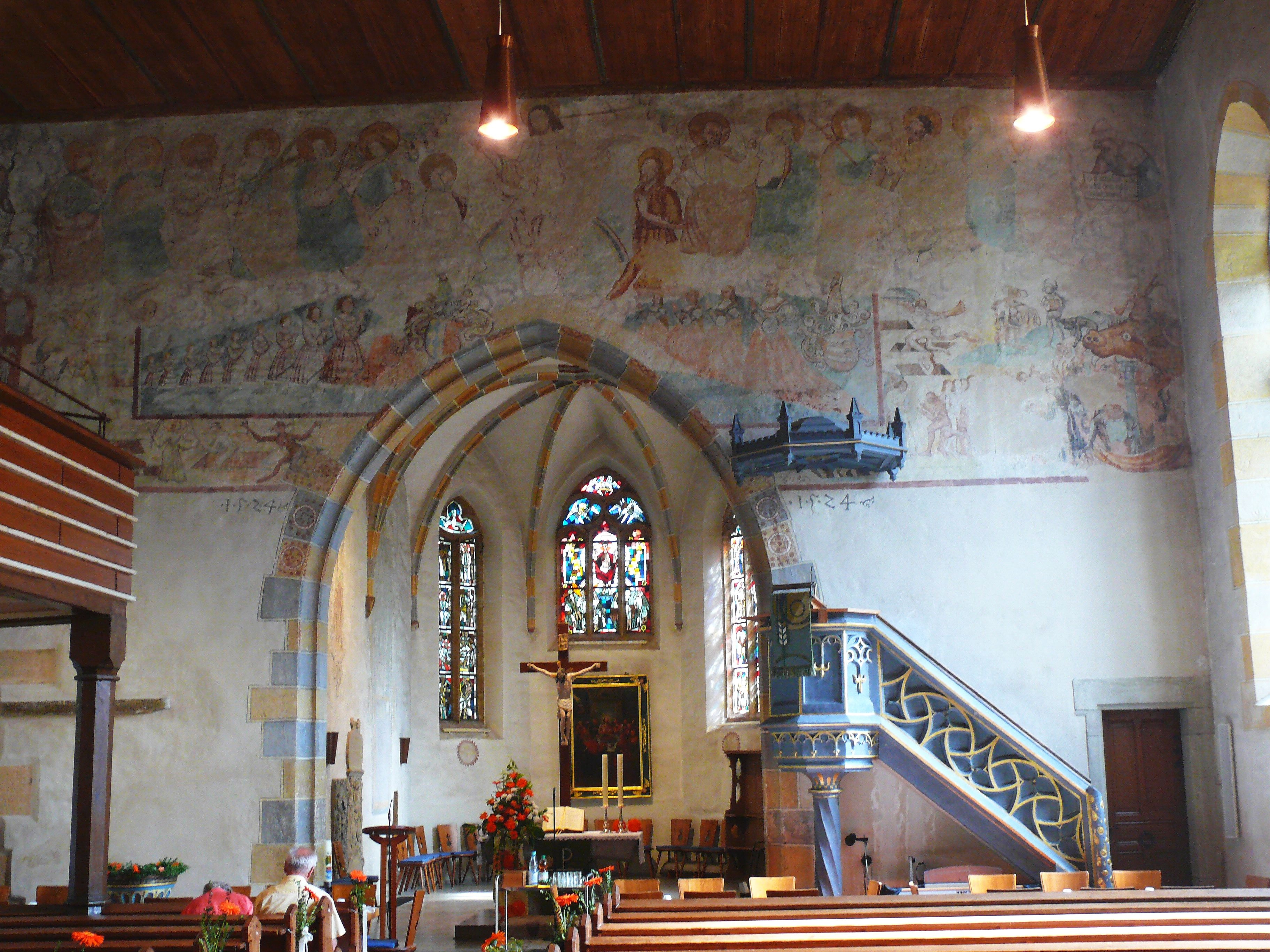
Kostel sv. Jana - freska Poslední soud

### Stavební památky
- kostel sv. Jana - symbol obce, uvnitř staré fresky, kamenná křtitelnice z 16. století,nad severní bránou je vytesán nápis z roku 984, který je nejstarším kostelním nápisem na německy mluvícím území
- památkově chráněná budova nádraží

### Kulturní a vzdělávací zařízení
- místní knihovna
- Volkshochschule - veřejné vzdělávací zařízení, které pořádá semináře, přednášky, exkurse, kurzy ap. pro děti i dospělé
- mateřské školy - obecní, evangelická a katolická
- základní škola

## Osobnosti

### Čestní občané
- Hans Wimmer, bývalý ředitel školského úřadu, čestné občanství bylo uděleno 18. listopadu 2005 "Jako ocenění za jeho významnou práci pro místní společnost..."

### Osobnosti, které v Gingen působily
- Jürgen Klinsmann (* 1964), fotbalový trenér, jako dítě hrál v letech 1972 až 1974 za místní klub TB Gingen
- Karl Allgöwer (* 1957), bývalý fotbalový hráč, žije se svou rodinou v Gingen